# Giovanni de' Marignolli
Giovanni de' Marignolli (Firenze, ... – 1359) è stato un missionario e vescovo cattolico italiano, frate minore francescano.

## Biografia
Da giovane ricevette il saio francescano presso la basilica di Santa Croce in Firenze. Successivamente, come da lui riportato, tenne la cattedra di teologia presso l'Università di Bologna.
Non sono note altre vicende della sua vita religiosa fino a quando papa Benedetto XII non lo inviò con altri frati francescani in missione presso la corte imperiale cinese, come risposta alla ambasciata cinese giunta in Avignone nel 1338.
Nel dicembre 1338 lasciò Avignone e il 10 febbraio 1339 raggiunse Napoli.
Successivamente il 1º maggio arrivò presso la corte di Andronico III a Costantinopoli, dove si incontrò con il clero locale e cercò, inutilmente, di ricomporre i dissidi che dividevano le due chiese.
Da lì si spinse prima in Crimea e poi a Saraj, dove consegnò alcune lettere del papa a Usbek, Khan di Kipchak.